# Chironex
Chironex — рід кубомедуз родини Chirodropidae. Їх укуси дуже отруйні і спричиняють людські жертви. Рід обмежений центральною частиною Індо-Тихоокеанського регіону, починаючи від півдня Японії і закінчуючи північчю Австралії.

## Види
У Всесвітньому реєстрі морських видів перелічені такі види:
- Chironex fleckeri Southcott, 1956 рік
- Chironex indrasaksajiae Sucharitakul, 2017
- Chironex yamaguchii Lewis & Bentlage, 2009 рік